# Невелева, Светлана Леонидовна
Светла́на Леони́довна Не́велева (урожд. Левина; 1 августа 1937 года, Ленинград) — советский и российский индолог, переводчик и исследователь «Махабхараты». Доктор филологических наук (1993), профессор.

## Биография
В 1959 году окончила восточный факультет ЛГУ по кафедре индийской филологии. С 1959 по 2006 год работала в Ленинградском отделении Института востоковедения (с 2009 г Институт Восточных Рукописей РАН). С 1970 г. С. Л. Невелева является преподавателем Восточного ф-та СПб ГУ (с 28.12.2001 г. — профессор); ею разработаны курсы «Эпосоведение», «Древнеиндийская литература и мифология», «Поэтика древнеиндийского эпоса». Основные направления исследований: устно-фольклорный генезис эпической поэтики, мифо-ритуальные модели стилистики и композиции, средства создания эпического образа, типы словесных коммуникаций в эпосе (монолог, диалог, беседа).
Совместно с Я. В. Васильковым опубликовала переводы пяти томов индийского эпоса. Перевела главы 113—299 книги III (перевод сделан в 1960-е годы, опубликован в 1987), часть книги VIII (1990), книгу X (1998), гл.51-96 книги XIV (2003), главы книги XV и книги XVI—XVIII (2005).
Исследования Невелевой касаются всех уровней структуры «Махабхараты»: постоянных эпитетов и сравнений, вопросов эпической поэтики, «типовых мотивов» и состава пантеона.

## Научные труды
Переводы:
- Библиографию «Махабхараты» см. Издания и переводы «Махабхараты»#Полный академический перевод.
- Книга о Суратаманджари. / Пер. С. Л. Невелевой. // Сомадева. Дальнейшие похождения царевича Нараваханадатты. М., 1976. С.366-390.

Монографии:
- Мифология древнеиндийского эпоса (Пантеон). (Серия «Исследования по фольклору и мифологии Востока»). М., Наука. 1975. 120 стр. 5000 экз.
- Вопросы поэтики древнеиндийского эпоса: Эпитет и сравнение. (Серия «Исследования по фольклору и мифологии Востока»). М., Наука. 1979. 136 стр. 2150 экз.
- Махабхарата. Изучение древнеиндийского эпоса. М., Наука (ГРВЛ). 1991. 232 стр. 2500 экз.
- Махабхарата: художественный язык древнеиндийского эпоса. [Исследование]. СПб.: Нестор-История, 2010. 332 стр.

Диссертации:
- Мифология и антропонимия древнеиндийского эпоса (На материале III книги Махабхараты). Автореф.дисс. … к.филол.н. Л., ЛГУ. 1971.
- Махабхарата. Изучение древнеиндийского эпоса. Автореф.дисс. … д.филол.н. СПб, СПбГУ. 1993.

Статьи:
- Левина С. Л. Финитное употребление причастий в языке Махабхараты. // Краткие сообщения Ин-та народов Азии АН СССР. № 68. Языкознание. М., 1964. С.19-30.
- Невелева С. Л. Имя в «Махабхарате». // Литературы Индии. Статьи и сообщения. М., 1973. С.232-247.
- Истоки индуизма. // Индия 1984. Ежегодник. М., 1985. С.189-215.
- Сюжет о Карне в III книге «Махабхараты» («сознание инициации»). // Древняя Индия. Язык, культура, текст. М., 1985. С.76-87.
- Контекстные связи эпической шлоки. // Литература и культура древней и средневековой Индии. М., 1987. С.97-129.
- О композиции древнеиндийского эпического текста в связи с архаическими обрядовыми представлениями. // Архаический ритуал в фольклорных и раннелитературных памятниках. М., 1988. С.128-160.
- Васильков Я. В., Невелева С. Л. Ранняя история эпического сравнения (на материале VIII книги «Махабхараты»). // Проблемы исторической поэтики литератур Востока. М., 1988. С.152-175.
- «Моление о даре» (типология эпического гимна). // Стхапакашраддха. Сб.ст. памяти Г. А. Зографа. СПб, 1995. С.235-256.
- Героические жены в древнеиндийском эпосе. // Индийская жена. Исследования, эссе. М., 1996. С.29-36.
- О содержании «Сауптикапарвы». // Махабхарата. Кн.10, 11. М., 1998. С.109-132.
- Правила общения в «Махабхарате». // Этикет у народов Южной Азии. СПб, 1999. С.157-182.
- Эпическая ашвамедха. // Махабхарата. Кн.14. СПб, 2003. С.196-213.
- Основные темы книги «О жизни в обители». О чужеродности «Маусалапарвы» в составе «Махабхараты». Завершение «Махабхараты»: главные идеи. // Махабхарата. Заключительные книги XV—XVIII. СПб, 2005. С.119-164.
- Локапалы : [арх. 15 июня 2024] / Невелева С. Л. // Лас-Тунас — Ломонос. — М. : Большая российская энциклопедия, 2010. — С. 759. — (Большая российская энциклопедия : [в 35 т.] / гл. ред. Ю. С. Осипов ; 2004—2017, т. 17). — ISBN 978-5-85270-350-7.